# A股 (中國)
A股也称为人民币普通股票，是指那些在中國大陸注册、在中国股票市场股票上市的普通股，以人民币认购和交易。
按现行制度，A股不是实物股票，以无纸化电子记帐，实行“T+1”交割制度（即无法当日冲销），有涨跌幅限制（10%，ST的股票5%），参与投资者为中国机构或个人。
A股在上海证券交易所、深圳证券交易所和北京证券交易所进行交易。
2018年5月31日收盘后，226只A股首度被纳入MSCI新兴市场指数，占MSCI新兴市场指数0.39%的权重。同年8月31日收盘後，MSCI再度擴容，236只A股合计占MSCI新兴市场指数0.75%的权重。
2019年6月21日收盘後，1097只A股被納入富時羅素新興市場指數。
2019年9月8日，标普道琼斯指数公司将1099只A股纳入标普新兴市场全球基准指数。该决定于9月23日开盘时生效。
2019年11月26日收盘后，A股在MSCI中国指数和MSCI新兴市场指数中的权重提升为12.1%和4.1%。
截至2020年9月14日，A股历史上上市公司数量已超過4000家。
2022年11月22日，鼎泰高科、矩阵股份正式登陆A股。随着这两只新股上市，A股存量上市公司数量正式突破5000家，增加1000家上市公司的周期由此前的10年缩短至2年。其中上交所2153家，深交所2721家，北交所126家。